# Шукри Мухаммад
Мухаммад Шукри (тамазигхт: ⵎⵓⵢⴰⵎⵎⴻⴷ ⵛⵓⴽⵔⵉ араб. شكري محمد‎) (15 июля 1935, Аит Шукер — 15 ноября 2003, Рабат) — марокканский арабоязычный писатель.

## Биография
Мухаммад Шукри родился в 1935 году в небольшой деревушке Аит Шукер (от названия которой происходит его фамилия Шукри) в горах Рифа в провинции Надор (Марокко). Он родился в очень бедной семье, из-за жестокости отца в раннем возрасте покинул дом, переселившись в окрестности Танжера. Научился грамоте только в 20 лет, позже стал школьным учителем.
В 60-х годах XX века он знакомится в Танжере с американскими и западноевропейскими писателями, которые часто бывали в Марокко, среди них -  Пол Боулз, Жан Жене и Теннесси Уильямс.
Выходят его первые книги, и он целиком посвящает себя литературному творчеству.
М. Шукри скончался от рака 15 ноября 2003 года в военном госпитале в Рабате. Был похоронен 17 ноября 2003 года на кладбище Маршан в Танжере, на похоронах присутствовали Министр культуры, видные правительственные чиновники, пресс-секретарь короля Марокко.

## Творчество
Первый рассказ М. Шукри "Изнасилование на пляже" был опубликован в популярном ливанском ежемесячном литературном журнале "Аль-Адаб" ("Литература"), издававшемся в Бейруте - признанной культурной столице арабского мира. Международный успех пришел к нему в 1973 году с публикацией английского перевода его автобиографического романа "Голый хлеб". Перевод на английский язык был сделан Полом Боулзом. В 1980 году в парижском издательстве "Масперо" выходит французский перевод романа, выполненный крупнейшим марокканским франкоязычным писателем, лауреатом Гонкуровской премии Тахаром Бенжеллуном. Лишь в 1982 году книга выходит в Бейруте на языке оригинала, но в Марокко она была запрещена цензурой к публикации с 1983 по 2000 год. Позже роман "Голый хлеб" был переведен еще на 30 иностранных языков.
Творчество Шукри была отмечено Премией общества франко-арабской дружбы (1995).
Основным произведением М. Шукри стала его автобиографическая трилогия (романы "Голый хлеб", "Время ошибок", "Лица"). Его перу принадлежат несколько сборников рассказов, опубликованных в 60-70-е годы прошлого века ("Без ума от роз", 1980, "Палатка", 1985), а также мемуары о встречах в Марокко с Полом Боулзом, Жаном Жене и Теннеси Уильямсом ("Жан Жене и Теннеси Уильямс в Танжере, 1992, "Жан Жене в Танжере", 1993 "Жан Жене, продолжение и конец", 1996, "Пол Боулз: заключенный в Танжере", 1997).

## Переводы на русский язык
- Голый хлеб, роман, первая часть автобиографической трилогии. Перевод с арабского О. Власовой, Екатеринбург, Ridero, 2019

## Статьи о творчестве на русском языке
- Шукри Мухаммед // Литература Марокко. М., 1993, с. 97-101
- Шукри Мухаммед // История романных форм в литературах Африки. М., 2010, с.182-184, 193